# Francesco Morosini
Francesco Morosini (Velence, 1619. február 26. – Návplio, 1694. január 16.) velencei dózse 1688 és 1694 között, a Szent Liga háborúja tetőpontján. Annak a híres velencei nemesi családnak tagja, amely számos dózsét és tábornokot adott hazájának. „Mindig tetőtől talpig pirosba öltözött, és soha nem ment be a macskája nélkül.”

## Pályafutásának kezdete
Morosini először a velencei erők főkapitányaként vált ismertté Krétán, amikor az Oszmán Birodalom Kandiát ostromolta. Végül kénytelen volt feladni a várost, amiért Velencébe való visszatértekor gyávasággal és hazaárulással vádolták; rövid tárgyalás után azonban felmentették.
1685-ben, a moreai háború kitörésekor Morosini átvette az oszmánok elleni hajóflotta parancsnokságát. A következő néhány évben Otto Wilhelm Königsmarck segítségével elfoglalta Moreát, valamint Lefkadát és Görögország nyugati részeit. Rövid időre Athént is, de nem tudta megtartani, és megkísérelte az egykori velencei Negroponte erődítmény sikertelen ostromát. Hírneve alapján megkapta a Peloponnesiacus győzelmi címet, és ő volt az első velencei állampolgár, akinek még életében bronz mellszobrot helyeztek el a Dózsepalota Nagytermében, Francisco Morosini Peloponnesiaco, adhuc viventi, Senatus felirattal.

## A Parthenón megsemmisítése és az athéni szobrok elrablása

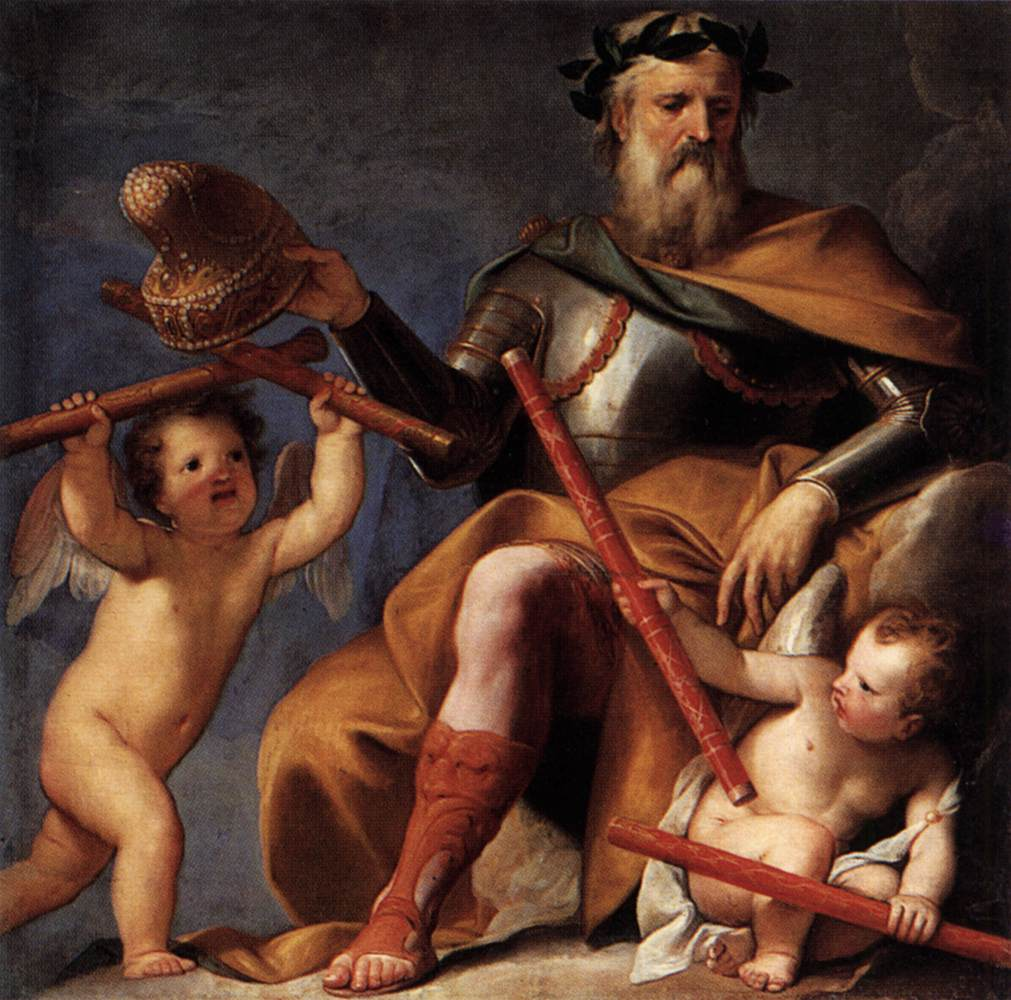
Gregorio Lazzarini 1694-es festményén

A moreai háború alatt a Parthenónt az oszmánok lőporraktárként használták. 1687. szeptember 26-án az Athént bombázó velencei aknavetők eltalálták. A svéd tábori parancsnok, Otto Wilhelm Königsmarck tábornok attaséja később ezt írta: „Mennyire megdöbbentette Őexcellenciáját, hogy lerombolta a háromezer éve fennálló gyönyörű templomot!”. Ezzel szemben Morosini, aki a hadművelet főparancsnoka volt, a velencei kormánynak írt jelentésében ezt „szerencsés lövésnek” minősítette.
Amikor 1688 elején meghódította az Akropoliszt, Morosini megpróbálta elrabolni Pallasz Athéné és Poszeidón lovait és szekereit a Parthenón nyugati oromfaláról, de a szobrok a földre estek és összetörtek.  Ez volt az első dokumentált kísérlet a szobrok eltávolítására az oromfalakról. Az Oszmán Birodalom a következő évben visszakapta az műemléket, és miután észrevette a károkat, elkezdett belőle ajándéktárgyakat kiárusítani a nyugatiaknak. 
Morosini a Pireuszi oroszlánt is elvitte a velencei arzenál kapuja elé mint háborús trófeát.

## Dózseként
1688 nyarán a velencei dózsénak kikiáltott Morosini megtámadta Negropontot, de nem tudta elfoglalni, és kénytelen volt visszatérni Velencébe, amikor a pestisjárvány kitört csapatai között. 1693-ban utolsó hadjáratba kezdett, de Negropont elfoglalása ismét nem sikerült, és néhány kisebb tengerparti város kifosztása után visszatért Velencébe. 

## Emlékezete

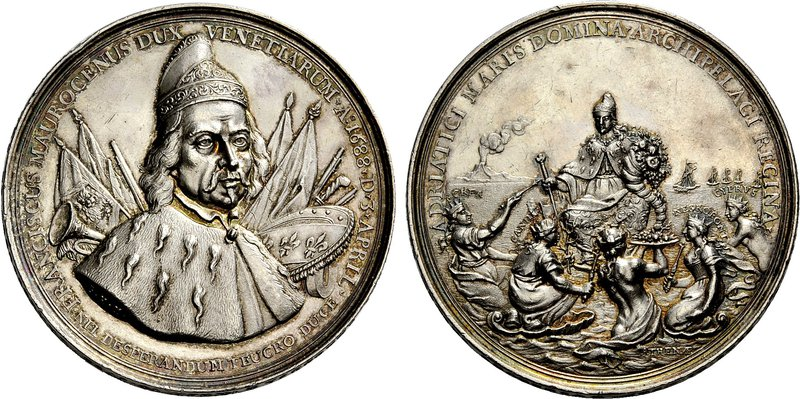
A Morosini tiszteletére kiadott emlékérem a moreai háborúban szerzett katonai érdemeiért

- 1694-ben bekövetkezett halála után emlékérmet bocsátottak ki, s egy nagy márványívet helyeztek el tiszteletére a Dózsepalotában. Ninit, a macskát, amelyet különösen kedvelt, bebalzsamozták, a mancsai között egy egérrel. Nini és az egér a velencei Museo Correrben ma is ki vannak állítva.
- A Scuola Navale Militare Francesco Morosini(wd) az ő nevét viseli.
- Róla nevezték el az 1885. július 30-án vízre bocsátott, 1889-ben elkészült és 1909-ben felszerelt Ruggiero di Lauria osztályú Francesco Morosini hajót.
- Róla nevezték el a  Francesco Caracciolo osztályú Francesco Morosinit, amelyet 1915-ben bocsátottak vízre, és 1921-ben leselejteztek.

## Fordítás
Ez a szócikk részben vagy egészben  a   Francesco Morosini című angol Wikipédia-szócikk ezen változatának fordításán alapul.  Az eredeti cikk szerkesztőit annak laptörténete sorolja fel. Ez a jelzés csupán a megfogalmazás eredetét és a szerzői jogokat jelzi, nem szolgál a cikkben szereplő információk forrásmegjelöléseként.